# 三宝奴
三宝奴（？—1311年），元朝大臣，元武宗时尚书左丞相。
大德十一年（1307年），元武宗即位，任命他为翰林学士承旨。次年，封渤国公，遥授右丞相，加录军国重事。至大二年（1309年），设立尚书省，命三宝奴为平章政事，不久升为左丞相。他和脱虎脱等人主持更新庶政，变易新法。请求不拘先例，任用宿卫、品秩未至及未历任者担任为尚书省官员，以便更新庶政。他印发“至大银钞”，导致至元旧钞贬值，民受其害。奏请将蒙古建国以来所行政令九千余条，删除繁冗，使归于一，编为定制。至大三年（1310年），赐号答剌罕，受清州（今河北省沧州市青县）食邑。自达鲁花赤而下，并听举用。元武宗命他和脱虎脱主持百司朝政。改封楚国公，以常州路为分地。当时武宗病弱，建议改立皇子和世㻋为皇太子，以取代皇弟爱育黎拔力八达，被阿沙不花劝阻。至大四年（1311年），元武宗驾崩，爱育黎拔力八达即位为元仁宗，罢黜尚书省，以变乱旧章之罪处死三宝奴。当时有人作诗讽刺他“受尽君恩弄进权，富倾御府贵熏天。奴才自许齐三宝，主寿谁能保万年”。元武宗的儿子元文宗即位，在至顺元年（1330年），追封三宝奴为郢城王，谥号荣敏。

## 延伸阅读
[在维基数据编辑]
 《新元史/卷199》，出自柯劭忞《新元史》